# Піддовга
Піддо́вга — колишнє село в Україні на Покутті (після знищення —  історичне урочище, нині частково розділене на чотири заповідні урочища в межах міста Городенка).

## Історія
Входило до Коломийського повіту Галицької землі Руського воєводства у складі Корони королівства Польського та Речі Посполитої. Перша згадка стосується 15 століття.
У документі 1453 року вказано, що шляхтич Пречлавський розділив свій маєток між племінниками, і одному з них дісталися села Вікно, Піддовга та Чернятинці (сучасний Чернятин). У квітні 1485 року суд коломийських комірників закріпив цей розподіл. Село Піддовга повністю знищене під час одного з татарських набігів на Україну у 16-17 ст.
У 1 пол. XVIII століття Микола Василій Потоцький збудував в урочищі Піддовга між Городенкою та Чернятином свою заміську резиденцію, яка до нашого часу не збереглася.

## Сучасність
Згідно рішення Івано-Франківського облвиконкому №166 від 17 травня 1983 року на частині території історичного урочища Піддовга (низинне болото) в межах Городенки утворено чотири заповідні урочища місцевого значення (Піддовга-1, 2, 3 і 4) загальною площею 7 га.